# Нова Пандерка
Нова Панде́рка (рос. Новая Пандерка) — присілок в Кізнерському районі Удмуртії, Росія.
Населення становить 21 особа (2010, 28 у 2002).
Національний склад (2002):
- удмурти — 100 %

Урбаноніми:
- вулиці — Дубова